# Storia degli Stati Uniti d'America (1789-1849)
Dopo l'elezione di George Washington come primo Presidente degli Stati Uniti d'America nel 1789, il Congresso approvò la prima di molte leggi che organizzavano il governo, e adottò la "carta dei diritti", nella forma di dieci emendamenti alla nuova Costituzione — la Carta dei Diritti degli Stati Uniti d'America.
George Washington, noto eroe della guerra d'indipendenza americana, comandante dell'esercito continentale e presidente della convenzione costituzionale, forse la più popolare figura politica dell'epoca negli Stati Uniti, venne proclamato "Padre della Nazione" e vinse le elezioni praticamente senza opposizione. Washington si mosse per istituire il ramo esecutivo del governo federale degli Stati Uniti. Il Congresso approvò il Judiciary Act del 1789, che istituiva l'intero sistema giudiziario federale, compresa la Corte Suprema.
L'acquisto della Louisiana, nel 1803, diede ai contadini dell'ovest accesso alle acque del Mississippi, rimosse la presenza francese dal confine occidentale degli USA, fornì nuove distese di terra e portò avanti la visione dei leader americani, di creazione di una "Grande Nazione".
La Guerra del 1812 contro il Regno Unito stabilì gli USA come nazione sovrana, pienamente in grado di gestire i propri affari senza interferenze da parte dei britannici. Con la fine dell'alleanza del tempo di guerra tra i britannici e i nativi americani ad est del Mississippi, i coloni bianchi procedettero a colonizzare anche le terre indigene a ovest di tale fiume. Negli anni 1830 il governo federale deportò forzosamente le tribù sud-orientali in territori meno fertili ad ovest.
Gli americani non misero in discussione il loro diritto di colonizzare grandi distese del Nord America, al di là dei propri confini nazionali. A metà degli anni 1840 l'espansionismo statunitense veniva espresso in termini di "destino manifesto". Nel maggio 1846 il Congresso dichiarò guerra al Messico, il quale, dopo la sconfitta, con il Trattato di Guadalupe Hidalgo del 1848, cedette il Texas (con il confine del Rio Grande), la California, e il Nuovo Messico agli Stati Uniti.
Nei trent'anni successivi il desiderio dei territori occidentali di diventare stati degli USA, divenne il punto focale delle tensioni tra Nord e Sud sull'espansione della schiavitù.
La corsa all'oro della California del 1849 portò in primo piano le questioni sollevate dalla Clausola Wilmot. L'ammissione della California nell'Unione venne stabilita dal Compromesso del 1850 mentre lo status dei restanti territori acquisiti dalla guerra messico-statunitense venne determinato dalla sovranità popolare. I dibattiti sulla legge sugli schiavi fuggitivi e sul sezionalismo, dominarono il periodo.
Nel 1854, la proposizione del Kansas-Nebraska Act abrogò il Compromesso del Missouri, prevedendo che ogni nuovo Stato dell'Unione avrebbe deciso la sua posizione sulla schiavitù. La colonizzazione del Kansas da parte di fazioni pro e contro lo schiavismo e la vittoria finale del campo anti-schiavista, venne infiammata dalle convinzioni segnalate dalla nascita del Partito Repubblicano. Nel 1861, l'ammissione del Kansas nell'Unione segnalò una rottura nell'equilibrio di potere. Diede inoltre il via a una varietà di movimenti che generò molti sentimenti anti-abolizionisti e pro-schiavitù che ancora oggi esistono.
Dopo l'elezione di Abraham Lincoln, undici stati del sud secedettero dall'Unione tra la fine del 1860 e il 1861, stabilendo un governo ribelle, gli Stati Confederati d'America, il 9 febbraio 1861. La guerra civile iniziò quando il generale confederato Pierre Gustave Toutant Beauregard aprì il fuoco su Fort Sumter.
I quattro anni seguenti furono i più bui della storia americana, mentre la nazione si lacerava sulle lunghe e aspre questioni riguardanti la schiavitù e i diritti dei singoli stati. Gli Stati del nord, sempre più inurbati e industrializzati (l'Unione), alla fine sconfissero gli Stati del sud prevalentemente rurali e agricoli (la Confederazione), ma circa 6-700.000 americani di ambo le parti persero la vita e gran parte delle terre del sud venne devastata. Alla fine, comunque, la schiavitù venne abolita e l'Unione ripristinata.

## George Washington - Primo presidente
George Washington, noto eroe della Guerra d'indipendenza americana, comandante dell'esercito continentale e presidente della Convenzione costituzionale, divenne il primo Presidente degli Stati Uniti in base alla costituzione.

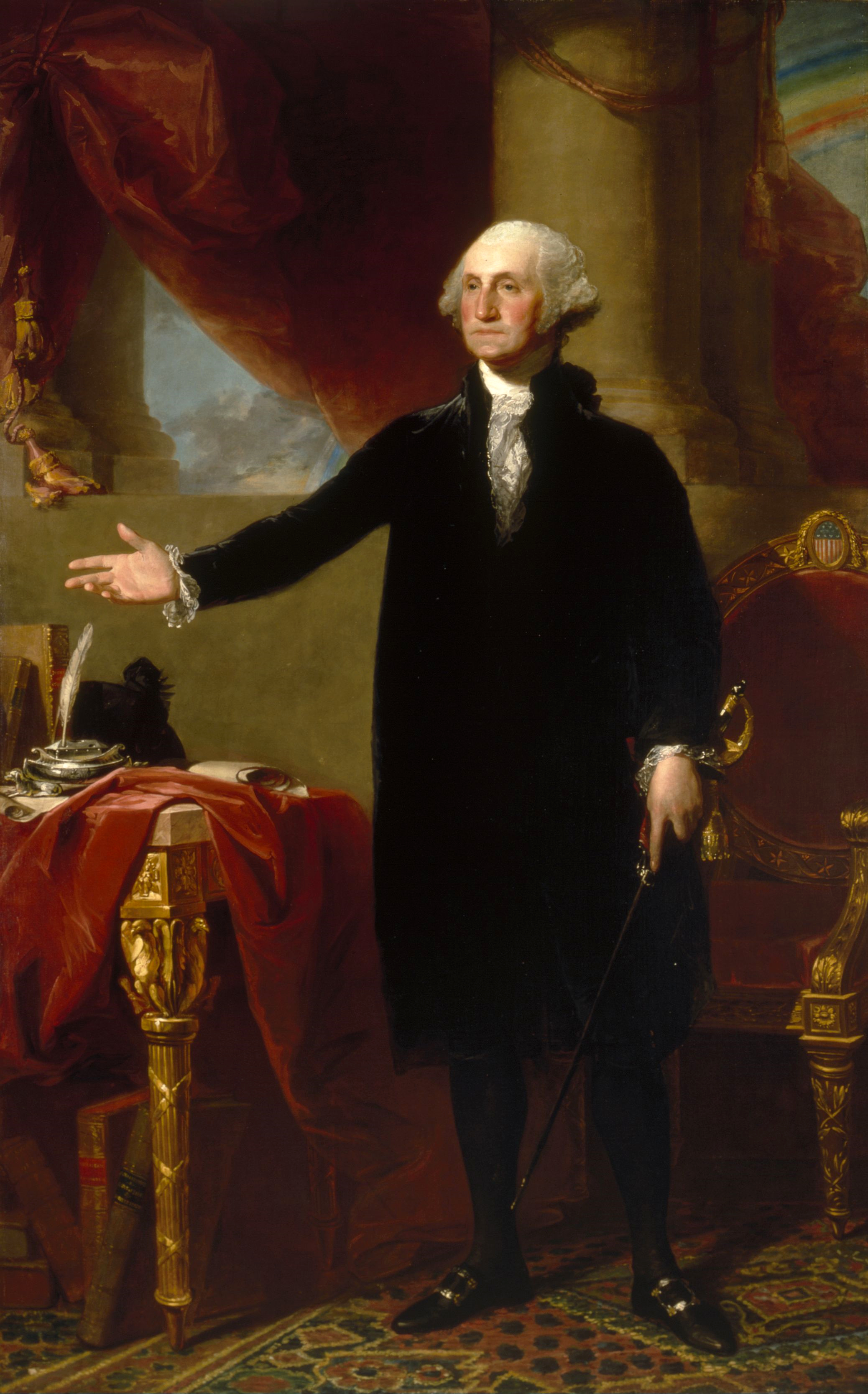
Il Lansdowne portrait di Gilbert Stuart.

Probabilmente la più popolare figura della storia politica statunitense dell'epoca, Washington venne proclamato "Padre della Patria" e vinse le 
elezioni presidenziali praticamente senza opposizione. Ottenne un voto elettorale unanime, cosa che non si sarebbe mai più verificata.
Nel 1790, durante la presidenza Washington, si svolse il primo censimento degli USA, soddisfacendo quanto richiesto dalla Sezione II del primo articolo della costituzione. Il censimento determinò il numero di "distretti congressionali" di ogni stato: da ogni distretto veniva eletto un deputato della Camera dei Rappresentanti.
Il Congresso approvò anche il Judiciary Act of 1789, che definì l'intero sistema giudiziario federale. All'epoca, tale atto previde una Corte Suprema di sei giudici, tre "circuit court", e 13 "corti distrettuali". Creò inoltre gli uffici dello U.S. Marshal, del Deputy Marshal, e del procuratore distrettuale. Inoltre, istituì la Corte Suprema come mediatore di tutte le dispute tra gli stati e il governo federale, riguardanti i conflitti tra leggi statali e federali.
La Ribellione del Whiskey del 1794, quando i coloni della Monongahela Valley, nella Pennsylvania Occidentale, protestarono contro una tassa federale su liquori e distillati, fu la prima prova seria del governo federale. Washington ordinò ai Marshal federali di far valere gli ordini della corte, richiedendo ai protestanti di apparire nelle corti federali distrettuali. Nell'agosto 1794, le proteste si avvicinarono pericolosamente alla ribellione aperta e, il 7 agosto, diverse migliaia di coloni armati si radunarono nei pressi di Pittsburgh (Pennsylvania). Washington invocò quindi la Militia Law del 1792 per chiamare le milizie di diversi stati. Venne organizzata una forza di 13.000 uomini, all'incirca le dimensioni dell'intero esercito della guerra d'indipendenza. Sotto il comando personale di Washington, Hamilton, e dell'eroe della guerra d'indipendenza Henry "Lighthorse Harry" Lee, l'esercito marciò sulla Pennsylvania Occidentale e soppresse rapidamente la rivolta. Due capi dei rivoltosi vennero condannati per tradimento, ma graziati da Washington. Questa risposta segno la prima volta in cui, sotto la nuova costituzione, il governo federale usò la forza militare per esercitare l'autorità sui cittadini della nazione. Fu anche una delle uniche due volte che un presidente in carica comandò personalmente l'esercito sul campo; l'altra fu dopo che il presidente James Madison scappò dalla Casa Bianca in fiamme durante la Guerra del 1812. La tassa sul whiskey venne abrogata nel 1802, non essendo mai stata riscossa con molto successo.
Molte altre importanti politiche e decisioni prese da Washington nei suoi due mandati coinvolsero due membri del suo gabinetto —il Segretario del Tesoro Alexander Hamilton e il Segretario di Stato Thomas Jefferson— le cui differenti ideologie corrisposero alla formazione del Partito Federalista e del Partito Democratico-Repubblicano rispettivamente. Anche se Washington mise in guardia verso i partiti politici nel suo discorso di addio, molti pensano che alla fine del suo mandato egli fosse un federalista. La sua soppressione della ribellione del whisky sembra indicarlo.
Nonostante un desiderio da parte di Washington di seguire una politica di neutralità, gli Stati Uniti avrebbero in seguito avuto una ricca storia diplomatica.

## John Adams - Federalista

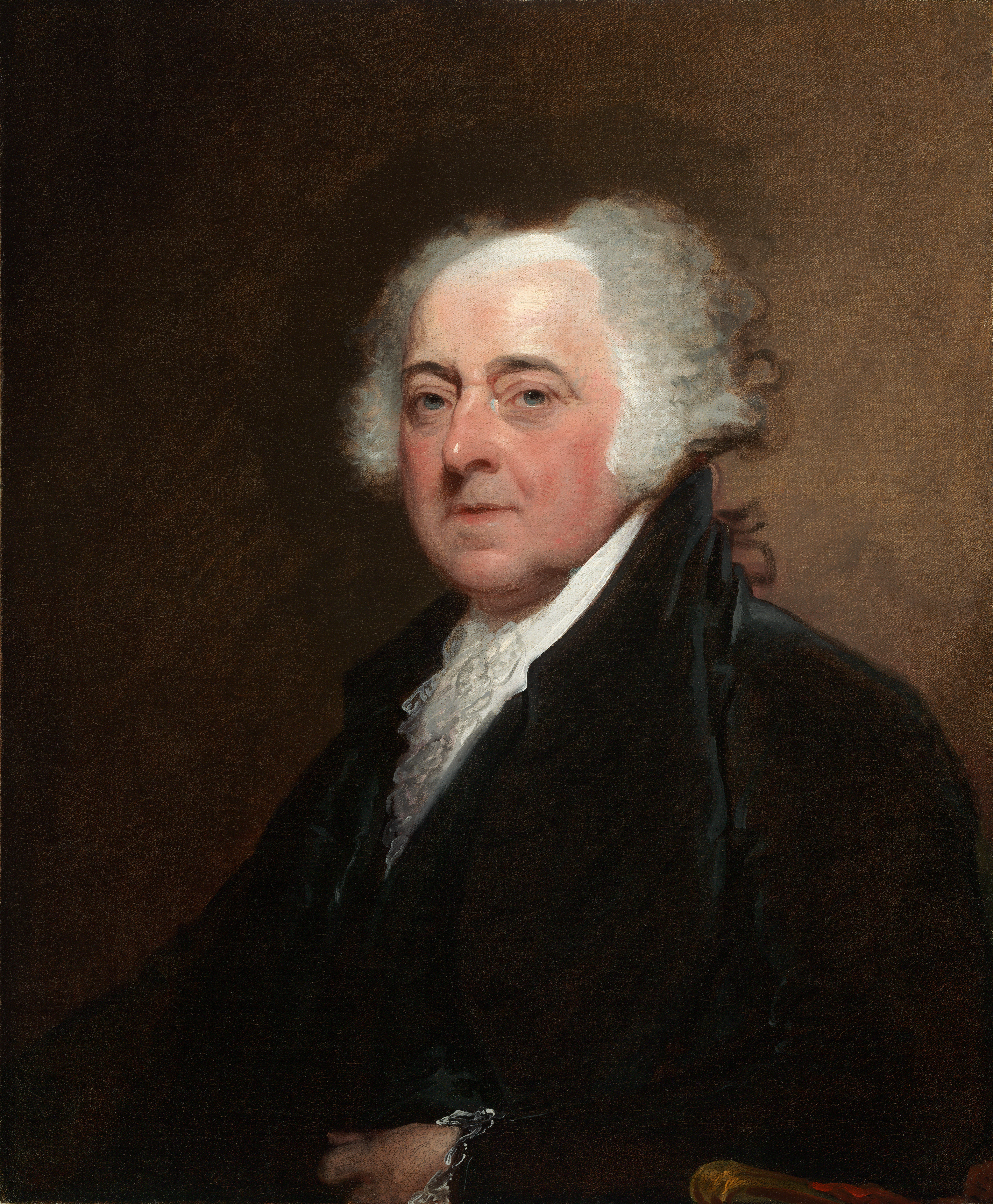
John Adams

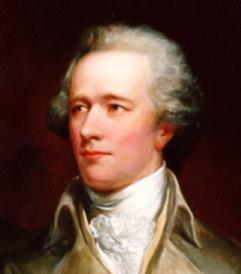
Alexander Hamilton

Washington si ritirò nel 1797, rifiutando fermamente di servire per più di otto anni come capo della nazione. Il suo vice presidente, John Adams del Massachusetts, venne eletto come nuovo presidente. Anche prima di salire alla presidenza, Adams aveva litigato con Alexander Hamilton—e quindi venne svantaggiato da un partito federalista diviso.
A queste difficoltà interne si unirono delle complicazioni internazionali. La Francia, irritata dal recente trattato di John Jay con i britannici, usò strumentalmente l'argomento britannico per cui scorte di cibo, materiali per la manutenzione navale e materiale bellico destinati ai porti nemici, erano soggetti a sequestro da parte della stessa marina francese. Entro il 1797, la Francia aveva catturato 300 navi americane e aveva rotto le relazioni diplomatiche con gli Stati Uniti. Quando Adams inviò altri tre commissari a Parigi per negoziare, agenti del ministro degli esteri francese Charles Maurice de Talleyrand (che Adams etichettò come "X, Y e Z" nel suo rapporto al Congresso), informarono gli americani che i negoziati potevano iniziare solo se gli USA avessero prestato alla Francia 12 milioni di dollari e corrotto degli ufficiali del governo francese. L'ostilità americana nei confronti della Francia raggiunse un picco di eccezionale livello. Il cosiddetto "affare XYZ", portò all'arruolamento di truppe e al rafforzamento dell'ancor giovane U.S. Navy.
Nel 1799, dopo una serie di scontri navali con i francesi (note come la quasi-guerra), il conflitto sembrava inevitabile. In questa crisi, Adams ignorò il suggerimento di Hamilton di entrare in guerra e inviò invece tre nuovi commissari in Francia. Napoleone, che aveva appena preso il potere, li ricevette cordialmente e il rischio di conflitto scomparve con la negoziazione della Convenzione del 1800, la quale liberava formalmente gli Stati Uniti dalla loro alleanza del tempo di guerra con la Francia (1778). Comunque, riconducendosi alla debolezza militare americana, la Francia si rifiutò di pagare 20 milioni di dollari come compensazione per le navi americane catturate dalla marina francese.
L'ostilità verso la Francia e verso gli oppositori politici interni portò il Congresso guidato dai federalisti ad approvare, e Adams a firmare, gli Alien and Sedition Acts, che ebbero gravi ripercussioni per le libertà civili americane. Il Naturalization Act, che cambiò i requisiti di residenza per la cittadinanza, portandoli da 5 a 14 anni, era indirizzato verso gli immigrati irlandesi e francesi sospettati di sostenere i Democratico-Repubblicani. L'Alien Act, operativo da soli due anni, diede al presidente il potere di espellere o imprigionare gli stranieri in tempo di guerra. Il Sedition Act vietava scritti, discorsi o pubblicazioni che avessero una natura "falsa, scandalosa o maliziosa" nei confronti del presidente e del Congresso. Le poche condanne ottenute in base al Sedition Act crearono solo martiri per la causa delle libertà civili e aumentarono il sostegno ai Democratico-Repubblicani.
Queste leggi incontrarono una certa resistenza: Jefferson e Madison sostennero l'approvazione delle Risoluzioni del Kentucky e della Virginia da parte dei parlamenti dei due stati, nel novembre e dicembre 1798. Secondo queste risoluzioni, gli stati potevano "interporre" le loro visioni sulle azioni federali e "nullificarle". La dottrina della nullificazione sarebbe stata usata in seguito dagli Stati del sud per la difesa dei loro interessi sulla questione delle tariffe doganali e, più minacciosamente, sulla schiavitù.

## Thomas Jefferson, Democratico-Repubblicano

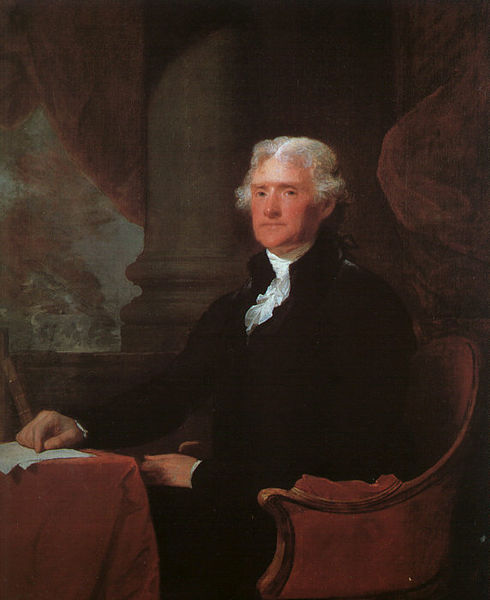
Thomas Jefferson

Nel 1800 gli americani erano pronti per un cambiamento. Sotto Washington e Adams i federalisti avevano impostato un governo forte, ma che talvolta non onorava il principio per cui il governo americano doveva essere reattivo al volere del popolo, seguendo politiche che avevano alienato ampi gruppi di americani. Ad esempio, nel 1798, per pagare il debito pubblico e un esercito e una marina militare, Adams e i federalisti avevano fatto entrare in vigore una tassa sulle case, i terreni e gli schiavi, che colpiva ogni proprietario della nazione. Ancor peggio, dopo un singolo caso di rivolta fiscale (una folla aveva liberato di prigione due evasori), Adams ordinò all'esercito di raccogliere le tasse. Mentre l'esercito non trovò nessuno da combattere, i Democratico-Repubblicani presero questa azione come un altro esempio di tirannia federalista.
Jefferson aveva stabilmente raccolto dietro di sé una grande massa di piccoli agricoltori, negozianti e altri lavoratori, che si imposero come Democratico-Repubblicani nelle elezioni del 1800. Jefferson godette di uno straordinario favore a causa del suo appellarsi all'idealismo americano. Nel suo discorso inaugurale, il primo di questi discorsi nella nuova capitale di Washington, promise "un governo saggio e frugale" per mantenere l'ordine tra gli abitanti ma li avrebbe "lasciati liberi di regolare le proprie imprese di industria e miglioramento."
La semplice presenza di Jefferson alla Casa Bianca incoraggiò le procedure democratiche. Egli insegnò ai suoi subordinati a considerarsi come semplici fiduciari del popolo. Più importante, mentre un'ondata di Jeffersonianismo spazzava la nazione, uno Stato dopo l'altro abolì le qualifiche di proprietà per il voto e approvò leggi più umane per debitori e criminali.
Jefferson incoraggiò l'agricoltura e l'espansione verso ovest, soprattutto con l'acquisto della Louisiana e la successiva spedizione di Lewis e Clark. Ritenendo l'America un approdo per gli oppressi, Jefferson riportò i requisiti di residenza per la naturalizzazione a 5 anni.
Alla fine del suo secondo mandato, Jefferson e il suo segretario del tesoro Albert Gallatin, avevano ridotto il debito nazionale a meno di 560 milioni di dollari. Ciò venne ottenuto riducendo il numero di impiegati pubblici e di ufficiali e truppa di esercito e marina, e in generale tagliando in altro modo le spese governative e militari.
Per proteggere i propri interessi mercantili oltremare, gli USA combatterono la prima guerra barbaresca (1801-1805) in Nordafrica, cui seguì nel 1815 la seconda guerra barbaresca.

## Espansione ad ovest e Guerra del 1812

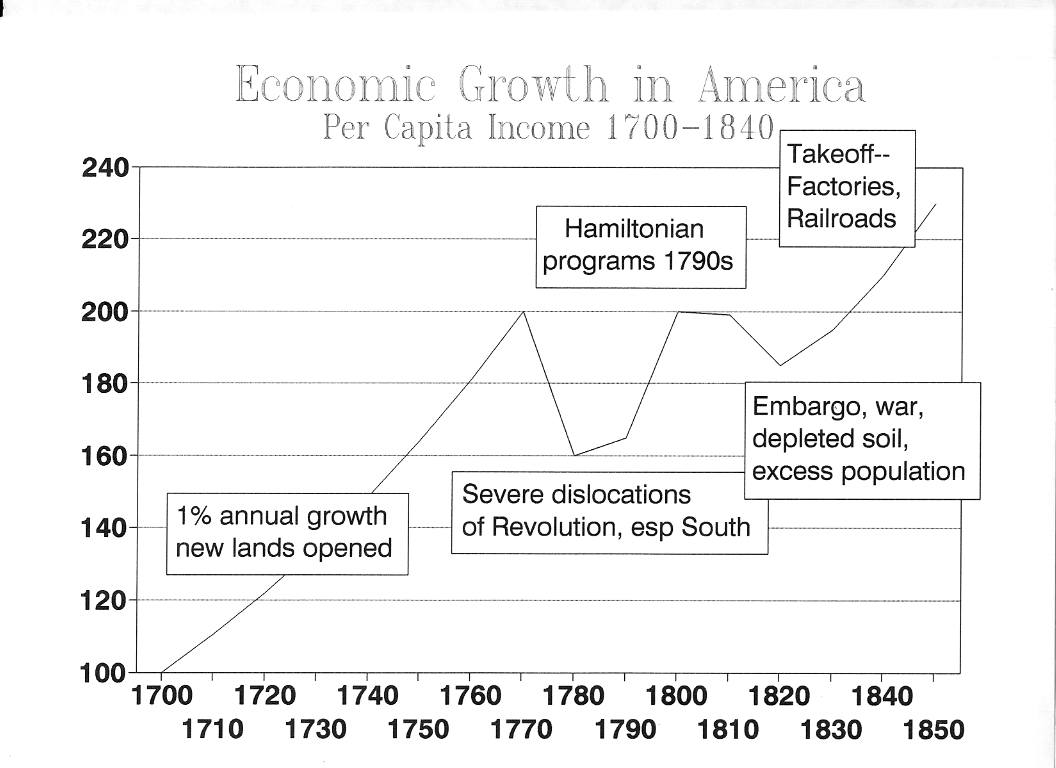
Crescita economica in America 1700-1840

L'acquisto della Louisiana nel 1803 diede agli agricoltori dell'ovest l'accesso alle importanti acque del Mississippi, rimosse la presenza francese sul confine occidentale degli USA e fornì ai coloni un vasto potenziale per l'espansione.
Poche settimane dopo scoppiò la guerra tra il Regno Unito e la Francia napoleonica. Gli USA, che dipendevano dai ricavi dell'esportazione di beni agricoli in Europa, cercarono di esportare cibo e materie prime a entrambe le potenze in guerra e di trarre profitto dal trasporto di beni tra i loro mercati domestici e le colonie dei Caraibi. Entrambe le nazioni in guerra permisero questo commercio quando ne beneficiavano, ma si opposero quando non tornava a loro vantaggio.
A seguito della distruzione della marina francese nella battaglia di Trafalgar (1805), i britannici cercarono di imporre una stretta sui legami commerciali francesi oltremare. Quindi, in rappresaglia contro le pratiche commerciali statunitensi, il Regno Unito impose un embargo leggero sulla costa.

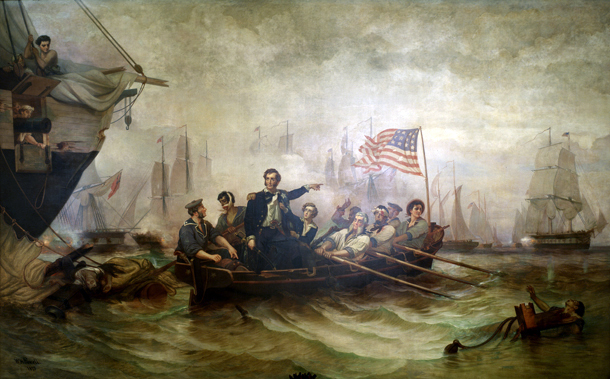
Battle of Lake Erie di William H. Powell (1865)

Credendo che il Regno Unito non potesse fare affidamento su altre fonti di cibo oltre agli USA, il Congresso e il presidente Jefferson sospesero tutti i commerci statunitensi con le nazioni straniere, grazie all'Embargo Act del 1807, sperando di far sì che i britannici ponessero fine al loro embargo della costa americana. L'Embargo Act, comunque, danneggiò le esportazioni agricole statunitensi, e indebolì i porti americani, mentre il Regno Unito trovò altre fonti di cibo.
James Madison vinse le elezioni presidenziali del 1808, in gran parte per via della sua forza e abilità negli affari esteri in un periodo in cui Regno Unito e Francia erano entrambe sull'orlo della guerra con gli USA. Egli fu lesto ad abrogare l'Embargo Act, aiutando i porti marittimi americani.

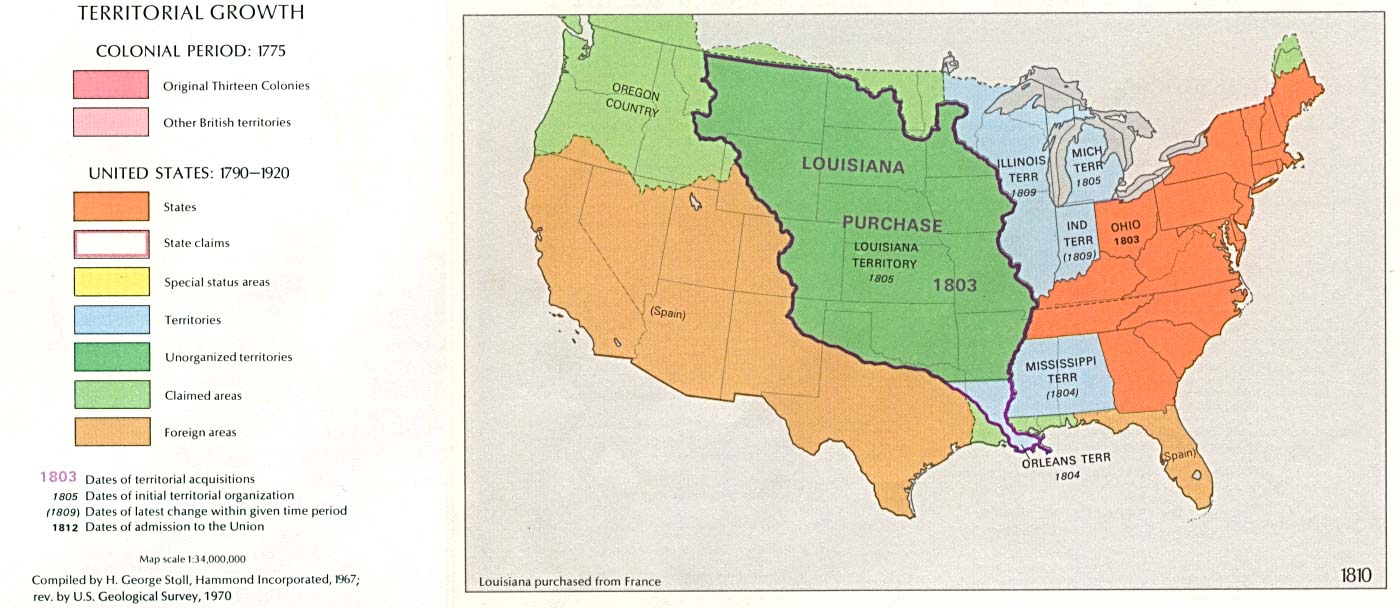
Crescita negli USA 1800-10

In risposta alla continua interferenza britannica con i trasporti mercantili statunitensi (compresa la pratica di arruolare a forza i marinai americani nella marina britannica), e all'aiuto britannico verso gli indiani americani nel Vecchio Nordovest, il XII Congresso—guidato da Jeffersoniani del sud e dell'ovest—nel 1812 dichiarò guerra al Regno Unito. Quelli del sud e dell'ovest erano i più ardenti sostenitori della guerra, date le loro preoccupazioni sulla difesa e l'espansione degli insediamenti occidentali e sull'aver accesso ai mercati mondiali per i loro prodotti agricoli. I federalisti del New England si opposero alla guerra, e la loro reputazione ne avrebbe sofferto dopo l'esito della stessa, causando la scomparsa del partito.
Stati Uniti e Regno Unito chiusero in parità la guerra del 1812, dopo aspri combattimenti che durarono fino all'8 gennaio del 1815. Il Trattato di Gand pose ufficialmente fine alla guerra, ed essenzialmente risultò nel mantenimento dello 'status quo ante bellum'; ma, punto cruciale per gli USA, vide la fine dell'alleanza britannica con i nativi americani.
La battaglia di New Orleans (che si svolse dopo la firma del trattato, a causa delle lente comunicazioni attraverso l'Atlantico) fu una vittoria per gli Stati Uniti, dando alla nazione una spinta psicologica e dando ad uno dei suoi comandanti, Andrew Jackson, popolarità politica.

## L'"Età dei buoni sentimenti"
Internamente, la presidenza di James Monroe (1817–1825) venne battezzata l'"Età dei buoni sentimenti", a causa del declino delle politiche partigiane. In un senso, questo termine distingue un periodo di vigorosi conflitti trasversali e tra fazioni; nell'altro, la frase riconosce il trionfo politico del Partito Democratico-Repubblicano su quello Federalista, che scomparve come forza nazionale.
Monroe è probabilmente meglio noto per la Dottrina Monroe, che enunciò nel suo messaggio al Congresso del 2 ottobre 1823. In esso egli proclamava che le Americhe dovevano essere libere dalla futura colonizzazione europea e dall'interferenza europea nelle questioni delle nazioni sovrane. Dichiarava inoltre l'intenzione degli Stati Uniti di rimanere neutrali nelle guerre tra potenze europee e le loro colonie, ma di considerare qualsiasi nuova colonia o interferenza con nazioni indipendenti nelle Americhe, come un atto ostile nei confronti degli USA.
Il declino dei federalisti portò disordine nel sistema di scelta dei presidenti e alla fine dell'"Età dei buoni sentimenti". All'epoca le legislature di stato potevano nominare dei candidati. Nelle presidenziali del 1824, Tennessee e Pennsylvania scelsero Andrew Jackson, con il senatore della Carolina del Sud John C. Calhoun come suo compagno di corsa. Il Kentucky scelse il portavoce della camera Henry Clay; il Massachusetts il segretario di stato John Quincy Adams; e un gruppo di congressisti il segretario del tesoro William H. Crawford.

## Il ritorno delle fazioni e dei partiti politici
Alleanze personali e tra fazioni giocarono un ruolo importante nel determinare il risultato dell'elezione. Adams vinse voti elettorali dal New England e da gran parte di New York; Clay vinse in Kentucky, Ohio e Missouri; Jackson vinse il Sud-Est, Illinois, Indiana, Carolina del Nord e del Sud, Pennsylvania, Maryland e New Jersey; infine Crawford vinse Virginia, Georgia e Delaware. Nessun candidato ottenne una maggioranza nel collegio elettorale, così, in base a quanto previsto dalla Costituzione, l'elezione venne demandata alla Camera dei rappresentanti, dove Clay era la figura più influente. In cambio del suo supporto, che essenzialmente gli valse la presidenza, John Quincy Adams nominò Clay come suo segretario di Stato, in quello che divenne noto come l'"Affare Corrotto".
Durante l'amministrazione Adams apparirono nuovi schieramenti partitici. I seguaci di Adams presero il nome di "Repubblicani Nazionali", che in seguito cambiò in "Whig". Anche se governò in modo efficiente e onesto, Adams non fu un presidente popolare, e la sua amministrazione venne segnata dalle frustrazioni. Adams fallì nel suo tentativo di istituire un sistema nazionale di strade e canali, noto come Sistema americano. I suoi anni di mandato apparvero essere una lunga campagna di rielezione, e il suo temperamento freddamente intellettuale non gli fece guadagnare amici.
Andrew Jackson, per contro, ebbe un enorme fascino popolare, in particolare tra i suoi seguaci dell'appena battezzato Partito Democratico che emerse dai Democratico-Repubblicani, le cui radici risalivano a Jefferson, Madison e Monroe. Nelle elezioni del 1828, Jackson sconfisse Adams con una maggioranza schiacciante.

## Andrew Jackson, Democratico
Andrew Jackson, eponimo dell'era della Democrazia jacksoniana, fu il fondatore del Partito Democratico. I suoi due mandati presidenziali videro vasti cambiamenti nel panorama politico, sociale ed economico statunitense.

### Democrazia jacksoniana

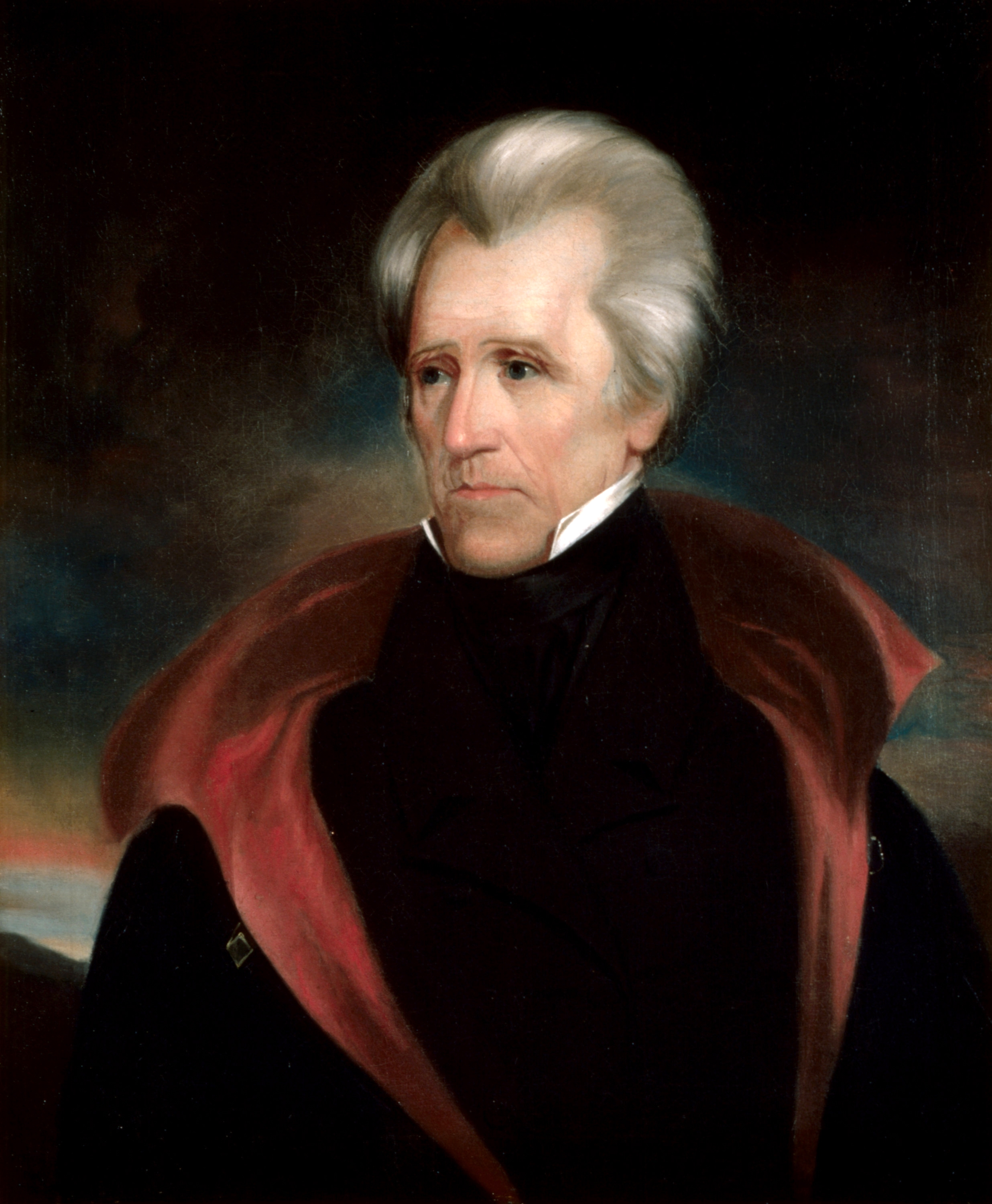
Il presidente Andrew Jackson

Andrew Jackson trasse il suo supporto dai piccoli agricoltori dell'ovest, e dai lavoratori, artigiani e piccoli commercianti dell'est, che cercarono di usare il loro voto per resistere ai crescenti interessi commerciali e manifatturieri associati alla rivoluzione industriale.
Le elezioni del 1828 furono un importante punto di riferimento nella tendenza che andava verso una più ampia partecipazione al voto. Il Vermont aveva il suffragio universale maschile fin dalla sua entrata nell'Unione e il Tennessee permetteva il suffragio per la stragrande maggioranza dei contribuenti. New Jersey, Maryland e Carolina del Sud, abolirono tutti i requisiti di proprietà e contribuzione tra il 1807 e il 1810. Gli stati che entrarono nell'Unione dopo il 1815 avevano o il suffragio universale maschile o bassi requisiti sul limite di contribuzione alle tasse. Dal 1815 al 1821, Connecticut, Massachusetts e New York abolirono tutti i requisiti di proprietà. Nel 1824, i membri del collegio elettorale erano ancora scelti da sei legislature di stato. Nel 1828 gli elettori presidenziali venivano scelti per voto popolare in ogni stato eccetto Delaware e Carolina del Sud. Niente raccontò questo sentimento democratico come l'elezione di Andrew Jackson.

### "Il sentiero di lacrime"
Nel 1830, il Congresso approvò l'Indian Removal Act, che autorizzava il presidente a negoziare trattati che scambiavano territori tribali indiani negli Stati dell'est per terre ad ovest del Mississippi. Nel 1834, un "territorio indiano" speciale venne stabilito in quella che oggi è la parte orientale dello Stato dell'Oklahoma. Complessivamente, le tribù native americane firmarono 94 trattati durante i due mandati di Jackson, cedendo migliaia di chilometri quadrati al governo federale.
I Cherokee, le cui terre nella parte occidentale della Carolina del Nord e nella Georgia erano garantite da trattati fin dal 1791, affrontarono l'espulsione dai loro territori quando una fazione dei Cherokee firmò il trattato di New Echota nel 1835, ottenendo soldi in cambio della loro terra. Nonostante le proteste del governo Cherokee eletto e di molti sostenitori bianchi, i Cherokee furono costretti a compiere un lungo e crudele viaggio verso il "territorio indiano" nel 1838. Molti morirono per malattie e privazioni in quello che divenne noto come il "Sentiero delle lacrime".

### Crisi della nullificazione

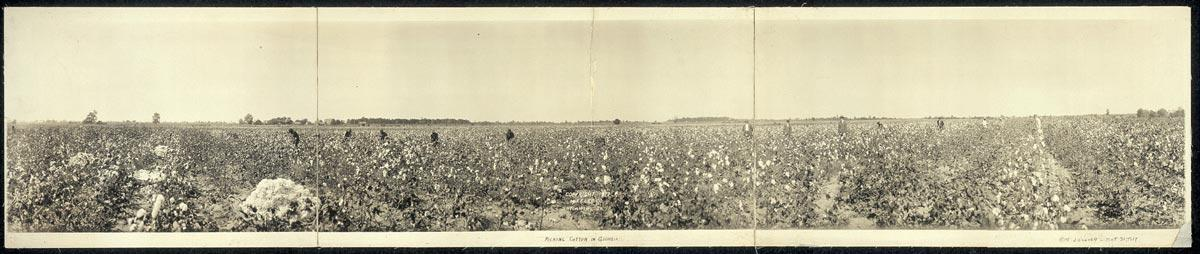
Raccolta del cotone in Georgia

Verso la fine del suo primo mandato, Jackson fu costretto a confrontarsi con lo Stato della Carolina del Sud sulla questione dei dazi doganali protezionistici. I dazi protezionistici approvati dal Congresso e firmati da Jackson nel 1832 erano più miti di quelli del 1828, ma amareggiarono ulteriormente molti nello Stato. In risposta, diversi cittadini della Carolina del Sud sostennero il principio di "nullificazione" dei "diritti degli stati", che venne enunciato da John C. Calhoun, vice presidente di Jackson fino al 1832, nel suo South Carolina Exposition and Protest (1828). La Carolina del Sud si occupò dei dazi adottando un'Ordinanza di Nullificazione, che dichiarava nulli i dazi del 1828 e del 1832 all'interno dei confini dello Stato.
La nullificazione era solo la più recente di una serie di sfide degli stati all'autorità del governo federale. In risposta alla minaccia della Carolina del Sud, Jackson inviò sette piccoli vascelli e una nave da guerra a Charleston nel novembre 1832. Il 10 dicembre, Jackson emise un incredibile proclama contro i nullificatori. La Carolina del Sud dichiarò che il presidente si trovava "sull'orlo dell'insurrezione e del tradimento" ed egli si appellò alla popolazione dello Stato perché riasserisse la sua lealtà all'Unione per cui i loro antenati avevano combattuto.
Il senatore Henry Clay, benché sostenitore della protezione e rivale politico di Jackson, pilotò al Congresso una misura di compromesso. Il dazio di compromesso di Clay (1833), specificava che tutte le tasse in eccesso del 20% del valore dei beni importati dovevano essere ridotte gradualmente, così che entro il 1842, i dazi su tutti gli articoli avrebbero raggiunto il livello dei dazi moderati del 1816.
Il resto degli Stati del sud dichiarò la condotta della Carolina del Sud poco saggia e incostituzionale. Alla fine la Carolina del Sud desistette dalle sue azioni. Jackson aveva impegnato il governo federale al principio della supremazia dell'Unione. Ma la Carolina del Sud aveva ottenuto soddisfazione a molte delle sue richieste e aveva dimostrato che un singolo Stato poteva forzare il volere del Congresso.

### La battaglia delle banche
Ancor prima che la questione della nullificazione venisse appianata, un'altra controversia sorse a sfidare la leadership di Jackson. Riguardava l'istituzione della Seconda banca degli Stati Uniti d'America. La Prima banca era stata fondata nel 1791, sotto la guida di Alexander Hamilton, ed era stata istituita per un periodo di 20 anni. Anche se il governo deteneva alcune delle sue azioni, non si trattava di una banca governativa; piuttosto, la banca era un'azienda privata che distribuiva profitti ai suoi azionisti. Era stata progettata per stabilizzare la valuta e stimolare il commercio; ma non era apprezzata dalla gente dell'ovest e dai lavoratori, che credevano fosse un "mostro" che garantiva favori particolari a pochi uomini potenti. Quando nel 1811 il suo statuto scadde, non venne rinnovato.
Nei pochi anni seguenti, il mondo delle banche fu nelle mani di banche statali, che emettevano valuta in quantità eccessive, creando molta confusione e alimentando l'inflazione e la preoccupazione che le banche di stato non potessero fornire alla nazione una valuta uniforme. Nel 1816 una Seconda banca degli Stati Uniti d'America, simile alla prima, venne nuovamente istituita per 20 anni.
Fin dall'inizio, la "Seconda banca" fu impopolare nei nuovi stati e territori, e ovunque tra i meno abbienti. I suoi oppositori sostenevano che la banca possedeva un monopolio virtuale sul credito e la valuta della nazione, e ribadirono che rappresentava gli interessi di pochi ricchi. Jackson, eletto come campione popolare contro di essa, pose il veto su una proposta di legge per prolungare la validità dello statuto. Nel suo messaggio al Congresso, egli denunciò il monopolio e gli speciali privilegi, dicendo che "i nostri ricchi non sono stati contenti della pari protezione e dei pari benefici, ma hanno cercato di far sì che li rendessimo più ricchi per atto del Congresso". Il tentativo di scavalcare il veto fallì.
Nella campagna elettorale che seguì, la questione della banca provocò una divisione fondamentale tra gli interessi mercantili, manifatturieri e finanziari (generalmente creditori che favorivano poca moneta in circolazione e alti tassi di interesse, e i settori operai e agrari, che erano spesso indebitati con le banche e quindi preferivano una maggior quantità di denaro circolante e bassi tassi di interesse). Il risultato fu un entusiastico sostegno del "Jacksonismo". Jackson vide la sua rielezione del 1832 come un mandato popolare per demolire irrevocabilmente la banca—e trovò un'arma già pronta, in una clausola dello statuto che autorizzava la rimozione dei finanziamenti pubblici.
Nel settembre 1833, Jackson ordinò che nessun denaro del governo venisse più depositato nella banca, e che i soldi già in sua custodia venissero gradualmente ritirati, nel corso dell'ordinaria attività di pagamento delle spese del governo. Banche di stato attentamente selezionate e ristrette, vennero fornite come sostituto. Nella generazione seguente, gli Stati Uniti sarebbero andati avanti con un sistema di banche statali relativamente non regolato, che aiutò ad alimentare l'espansione ad ovest attraverso un credito meno costoso, ma che rese la nazione vulnerabile a panici periodici. Fu solo con la guerra civile che gli USA istituirono nuovamente una banca nazionale.

## L'espansione ad ovest e la Guerra messico-statunitense

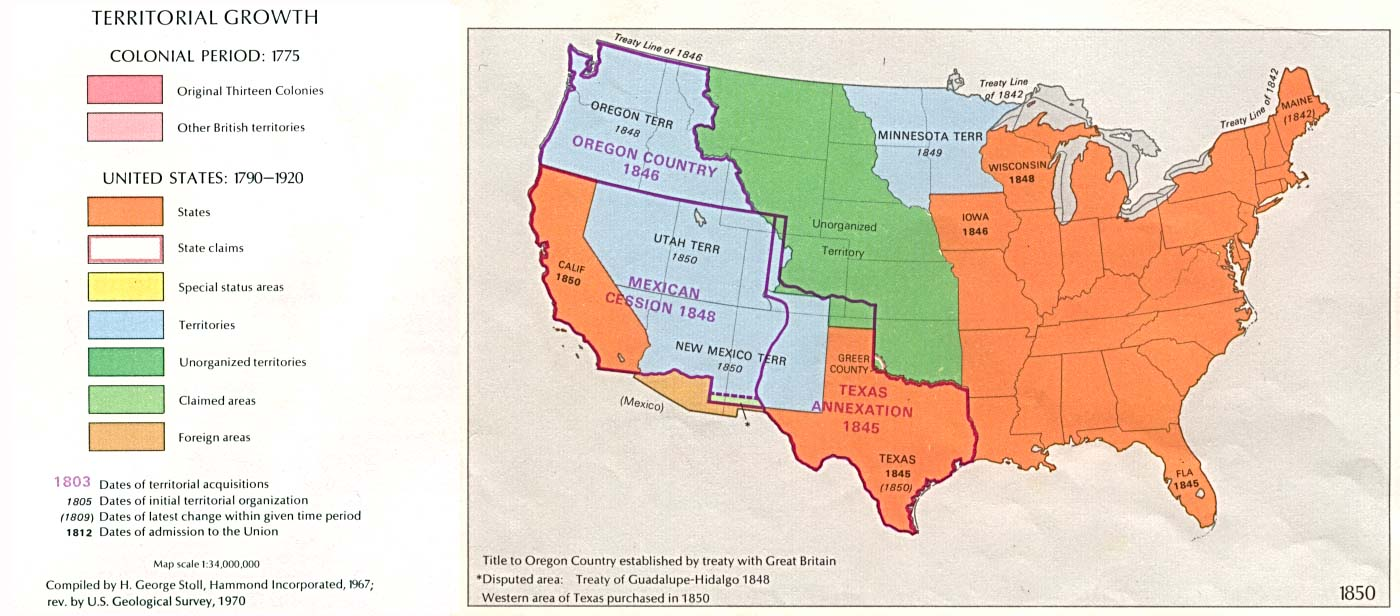
Crescita 1840-50

Nel 1815, dopo la sconfitta di Napoleone e il Congresso di Vienna, iniziò in Europa un periodo di relativa stabilità. I leader statunitensi prestarono meno attenzione al commercio con il vecchio continente e di più allo sviluppo interno del Nord America. Con la fine dell'alleanza del tempi di guerra tra britannici e nativi americani ad est del Mississippi, i coloni bianchi erano determinati a colonizzare le terre indigene oltre tale fiume. Negli anni 1830 il governo federale deportò forzatamente le tribù sud-orientali, nelle terre meno fertili dell'ovest.
L'espansione ad occidente per atto ufficiale del governo statunitense, venne accompagnata da movimenti verso ovest (e verso nord nel caso del New England) dei coloni sulla frontiera e oltre. Daniel Boone fu uno degli uomini di frontiera, pioniere della colonizzazione del Kentucky. Questo percorso venne seguito in tutto il West, mentre i cacciatori e i trapper americani commerciavano con gli indiani ed esploravano il territorio. Abili lottatori e cacciatori, questi "uomini di montagna" cacciavano i castori in piccoli gruppi lungo tutte le Montagne Rocciose. Dopo la fine del commercio delle pellicce, essi fondarono delle basi commerciali in tutto il West, continuarono a commerciare con gli indiani e funsero da guide e da cacciatori per la migrazione di coloni verso Utah, Oregon e California.

Gli americani non mettevano in dubbio il loro diritto di colonizzare vaste distese di territorio del Nord America, oltre i loro confini nazionali; in particolare in Oregon, California, e Texas. A metà degli anni 1840 l'espansionismo statunitense veniva articolato nei termini dell'ideologia del "Destino Manifesto".

Nel maggio 1846 il Congresso dichiarò guerra al Messico, che non fu in grado di reggere l'assalto dell'artiglieria statunitense, era carente di risorse e piagato dalle divisioni interne al suo comando. Con il Trattato di Guadalupe Hidalgo, del 1848, il Messico cedette il Texas (con il confine del Rio Grande), la California, e il Nuovo Messico agli USA. Nei tredici anni successivi, i territori ceduti divennero il punto focale di tensioni trasversali sull'espansione della schiavitù.
Eventi importanti nel movimento a ovest della popolazione statunitense furono l'Homestead Act, una legge secondo cui, ad un prezzo nominale, un colono aveva titolo a 160 acri di terra da coltivare; l'apertura del Territorio del nord-ovest all'insediamento; la Rivoluzione texana; l'apertura dell'Oregon Trail; l'emigrazione dei mormoni nello Utah nel 1846–7; la corsa all'oro della California del 1849; la corsa all'oro del Colorado nel 1859; e il completamento della prima ferrovia transcontinentale, il 10 maggio 1869.